# 郷津駅
郷津駅（ごうづえき）は、かつて新潟県直江津市（現・上越市）虫生岩戸に存在した日本国有鉄道（国鉄）北陸本線の駅（廃駅）である。
北陸本線最東端の駅であったが、当駅周辺は地盤が脆弱な地すべり多発地帯であり、複線電化にあたっては谷浜 - 直江津間を長大トンネル（湯殿トンネル）で短絡することになり、海沿いの当駅は代替駅も設置されず廃止された。

## 歴史
- 1911年（明治44年）7月1日：国有鉄道信越線の駅（一般駅）として開業[1]。
- 1913年（大正2年）4月1日：北陸本線所属に変更。
- 1964年（昭和39年）7月：集中豪雨により当駅付近で地すべりが起こり、約3000立方メートルもの土砂が線路および国道に押し寄せ、駅の一部が破損。
- 1969年（昭和44年）10月1日：谷浜 - 直江津間新線切り替え複線化に伴い廃止[1]。
  - なお、山陰本線にあった石見江津（）駅が、当駅廃止により読みが「ごうつ」と類似する駅名が消滅したため、翌1970年（昭和45年）に江津駅に改称された。

## 駅構造
対面式ホーム2面2線で、北陸本線の南側を並走する国道8号線側に駅舎があった。
また、下りホーム（2番ホーム）のすぐ向こう側は海岸となっており、日本有数の海に近い駅であった。
| 1（上り本線） | 北陸本線（上り） | 糸魚川・魚津・富山方面 |
| 2（下り本線） | 北陸本線（下り） | 直江津方面             |

## 隣の駅
日本国有鉄道
北陸本線
谷浜駅 - 郷津駅 - 直江津駅

## 駅跡地
当駅から旧郷津トンネルを経て直江津付近の新線との合流部分までの路線跡は、国道8号直江津バイパスとして再利用された。旧郷津トンネルも国道用として拡幅改修されて現在も利用されている。駅跡は、国道の再整備により海よりの半分以上が国道敷地となり、残った部分は駐車場となっている。